# Goles son amores
Goles son amores fue un programa de televisión español emitido en Telecinco entre 1992 y 1993 y presentado por Manolo Escobar. El espacio repasaba en clave desenfadada la actualidad de la Primera División de fútbol y se emitía los lunes por la medianoche. Solo duró un año; cuando finalizó la temporada 1992-93, la cadena decidió no renovarlo.

## Historia
A comienzos de la temporada televisiva de 1992, Telecinco convenció al cantante Manolo Escobar para que debutara como presentador de un programa deportivo. El espacio se encargaría de analizar la jornada de Primera División pero con humor y actuaciones, en línea con la programación de entretenimiento que la cadena desarrolló durante la etapa de Valerio Lazarov como director. Goles son amores se estrenó el 23 de noviembre a las 23:30 porque en esa época los dueños de los derechos televisivos de la liga, las televisiones autonómicas, prohibían a las privadas el uso de imágenes del campeonato antes de las once.
Manolo Escobar estuvo acompañado en las labores de presentación por Loreto Valverde e Inma Brunton, rostros habituales de Telecinco en aquella época. También formaban parte del elenco los humoristas Javier Capitán y Luis Figuerola-Ferretti, que se encargaban de narrar los resúmenes con imitaciones de famosos, y el grupo de baile Cacao Maravillao. Cada edición se grababa con público, formado por peñas de cada equipo, y además de resúmenes y tertulias se incluían entrevistas a futbolistas (Hristo Stoichkov fue el primer invitado), vídeos domésticos y actuaciones musicales. De hecho, el propio Escobar interpretaba un pasodoble como sintonía del programa. Por otro lado, la clasificación se repasaba con una pasarela de modelos ataviadas con escuetos uniformes de cada club.
Goles son amores fue calificado de chabacano y vulgar durante el tiempo que permaneció en emisión. El crítico televisivo Josep Maria Baget Herms, de La Vanguardia, lo comparó con la película Las Ibéricas F.C. y añadió que era un reflejo del estilo de programación de Telecinco en sus primeros años, donde «todo pasa por el rodillo de la frivolidad y de la ramplonería». El programa se mantuvo, siempre en horario de late night, hasta que la temporada 1992-93 terminó.